# 1983年世界乒乓球锦标赛
1983年世界乒乓球锦标赛是第三十七届世界乒乓球锦标赛，于1983年4月28日至5月9日在日本东京举行。这是日本第三次主办世界乒乓球锦标赛。

## 赛果

### 团体
| 项目                | 金牌                                              | 银牌                                                                                          | 铜牌                                                                                         |
| 男子团体 斯韦思林杯 | 中國 · 蔡振华 · 范长茂 · 郭跃华 · 江嘉良 · 谢赛克 | 瑞典 · 米卡埃尔·阿佩尔格伦 · 斯特兰·本特松 · 乌尔夫·本特松 · 埃里克·林德 · 扬·奥韦·瓦尔德内尔 | 匈牙利 · 盖尔盖伊·加博尔 · 约尼尔·伊什特万 · Zoltán Káposztás · Zsolt Kriston · János Molnár |
| 女子团体 考比伦杯   | 中國 · 曹燕华 · 耿丽娟 · 倪夏莲 · 童玲            | 日本 · 星野美香 · 神田繪美子 · 新保富美子 · 田村友子                                          | · Chang Yong-ok · Kim Gyong-sun · 李粉姬 · 李松淑                                            |

### 单项
| 项目     | 金牌                            | 银牌          | 铜牌              |
| 男子单打 | 郭跃华                          | 蔡振华        | 江嘉良            |
| 男子单打 | 郭跃华                          | 蔡振华        | 王会元            |
| 女子单打 | 曹燕华                          | 梁英子        | 齐宝香            |
| 女子单打 | 曹燕华                          | 梁英子        | 黄俊群            |
| 男子双打 | 佐兰·卡利尼奇 德拉古廷·舒尔贝克 | 江嘉良 谢赛克 | 阿部博幸 小野诚治 |
| 男子双打 | 佐兰·卡利尼奇 德拉古廷·舒尔贝克 | 江嘉良 谢赛克 | 王会元 杨玉华     |
| 女子双打 | 戴丽丽 沈剑萍                   | 耿丽娟 黄俊群 | 曹燕华 倪夏莲     |
| 女子双打 | 戴丽丽 沈剑萍                   | 耿丽娟 黄俊群 | 卜启娟 童玲       |
| 混合双打 | 郭跃华 倪夏莲                   | 陈新华 童玲   | 蔡振华 曹燕华     |
| 混合双打 | 郭跃华 倪夏莲                   | 陈新华 童玲   | 谢赛克 黄俊群     |